# Партія комуністів Киргизстану
Партія комуністів Киргизстану (кирг. Кыргызстан Коммунисттеринин Партиясы, скорочено ПКК) — комуністична партія в Киргизії. Партія заснована 22 червня 1992, зареєстровано 17 вересня 1992 року.

## Програмні цілі
Згідно програмним заявам, ПКК — це добровільний союз однодумців, представників робітничого класу, селянства, трудової інтелігенції та підприємців, що об'єдналися для захисту свободи, рівності, соціальних прав та життєвих інтересів трудящих. ПКК виступає за громадянську злагоду і справді демократичне розвиток.
Партія виступає за повернення Киргизької соціалістичної республіки.
ПКК заявляє, що вона у своїй діяльності творчо керується марксизмом-ленінізмом і визначає політичну діяльність в руслі побудови демократичної держави на соціалістичних принципах, в яких повинні головувати такі цінності, як право і громадянська відповідальність людини, інтернаціоналізм і колективізм, соціальна справедливість і реальна влада трудящих, здійснювана через самоврядування народу.
Підтримуючи багатоукладний характер економіки, ПКК виступає за переклад реформ з анархічних, на їхню думку, у соціально-орієнтовані планово-ринкові відносини, за провідної ролі колективних форм господарювання на селі і державної власності в ключових галузях економіки. ПКК виступає за пріоритетний розвиток вітчизняного виробництва, встановлення державного контролю за зовнішньою торгівлею, ціноутворенням та проведенням збалансованої бюджетно-податкової політики.
ПКК — за приєднання Киргизької Республіки до союзної держави, освіченій Російською Федерацією та Республікою Білорусь. Партія наполегливо домагається відновлення зруйнованого єдиного економічного простору країн СНД і зміцнення, десятиліттями створювалися, господарських зв'язків, а також інтеграції республіки в світову економіку з урахуванням поточних і перспективних інтересів народу при збереженні пріоритетності розвитку та примноження власного виробничого і науково-технічного потенціалу.
У соціальній сфері партія виступає за гарантоване забезпечення для кожної людини права на працю, відпочинок, забезпечену старість, безкоштовну освіту і медичну допомогу. На думку партії необхідно проводити періодичну індексацію заробітної плати, пенсій, стипендій та допомог, а також партія виступає за індексування і повернення грошових вкладів населення на 1 січня 1992 року.
ПКК вважає, що парламентська форма правління є більш придатною для Киргизстану і виступає за виборність усіх трьох гілок влади (законодавчої, виконавчої та судової).
ПКК готова до співпраці з усіма силами народно-патріотичної орієнтації. При цьому програмні документи вказують, що партія визначає свою стратегію і тактику з урахуванням конкретної ситуації і розстановки суспільно-політичних сил, внутрішньої і зовнішньої політики республіки.
C 2010 року партія перебуває у стані облоги. Чинною владою Киргизії арештований лідер партії Ісхак Масалієв. Партія вперше з 1995 не змогла пройти в Парламент Киргизії «Жогорку Кенеш». [1]

## Участь у виборах
На виборах 2000 року набрала по партсписку 27,65 % голосів виборців (5 мандатів у Парламент за партійними списками і один депутат по одномандатному округу). [2]
У період з 2001 по 2005 роки ПКК була найчисленнішою партією в парламенті країни (15 місць з 60).
На парламентських виборах в грудні 2007 отримала 5,12 % голосів (8 місць у Парламенті).
14 травня 2010 лідер ПКК Ісхак Масалієв був заарештований і поміщений у СІЗО за звинуваченням у причетності до організації заворушень на півдні республіки 13-14 червня 2010.
31 липня 2010 Масалієв, вже звільнений до цього часу з СІЗО, пішов у відставку, щоб вивести партію з-під удару. У той же день головою ЦК ПКК обрана Бумайрам Мамасейітова.
24 серпня 2010 в Бішкеку провів XXV (позачерговий) з'їзд ПКК, який висунув на виборах до парламенту список, на чолі якого Бумайрам Мамасейітова, заступник голови ЦК Микола Байло і перший секретар Бішкекського міськкому Шерали Егембердіев. [3]
Пленум ЦК ПКК 9 квітня 2011 повернув на посаду голови партії Исхака Масалієва, який 10 березня був виправданий судом «за відсутністю складу злочину в його діях». Заступником голови стала Бумайрам Мамасейітова, а обіймав цю посаду Микола Байло пішов у відставку за станом здоров'я. [4]
На минулому 16 липня 2011 в Бішкеку XXVII з'їзді ПКК голова ПКК Ісхак Масалієв був висунутий кандидатом у президенти на заплановані 30 жовтня 2011 президентські вибори. [5]
Позачерговий XXXIX з'їзд ПКК (Бішкек, 18 квітня 2015) погодився з пропозицією І.Масаліева включити кандидатів ПКК в списки партій, що мають шанси пройти в парламент (партій, які запросили комуністів у свої списки Масалієв не назвав), а власного списку не висувати. — Правда, 21-22.04.2015
На пленумі ЦК ПКК 2 травня 2015 Ісхак Масалієв пішов у відставку з наміром висуватися в парламент за списком однієї з конкуруючих з комуністами партій. Виконуючим обов'язки голови ЦК обраний Шералі Егембердіев. — Правда, 5-6 травня 2 015

## Керівники
- Абсамат Масалієв
- Бактибек Бекбоев [6]
- Микола Байло
- Ісхак Масалієв (- 31 липня 2010, 9 квітня 2011 — 2 травня 2015)
- Бумайрам Мамасейїтова (31 липня 2010 — 9 квітня 2011 року)
- Шералі Егембердіев (з 2 травня 2015)